# Sam Alves
Samuel Martins Alves (Fortaleza, 3 de junho de 1989) é um cantor brasileiro.

## Biografia

### Infância e adolescência
Quando tinha apenas dois dias de vida, Sam foi abandonado em uma caixa de sapatos na porta de uma casa, em Fortaleza, Ceará. Com ele, um bilhete escrito com dificuldade dizia que ele havia nascido no dia 3 de junho de 1989 e tomado mingau às 15h daquele dia 5, quando Luiz e Raquel Alves o encontraram. O garoto havia acabado de completar quatro anos quando sua família decidiu se mudar para os Estados Unidos. O jovem cresceu e foi educado em Massachusetts. O pai era pastor e fazia entrega de jornais e a mãe fazia limpeza para sustentar a casa.
Aos 14 anos, sua mãe, Raquel, começou a treiná-lo para cantar na igreja. Em 2003, os dois voltaram ao Brasil para um trabalho missionário. Sam continuou aperfeiçoando-se, na Escola de Música de Brasília, e chegou a gravar um álbum independente de música gospel chamado "Chuva Serôdia" com sua irmã Samara. Em 2007, Sam e sua mãe voltaram para os Estados Unidos, onde seu pai, Luís, havia permanecido. Dentro de um ano, o casal se separou e divorciou. Sam ficou com a sua mãe, com quem passou por algumas dificuldades financeiras. Raquel trabalhou em dois empregos para não perder a casa ao banco, enquanto so Sam acrescentou horas de trabalho para poder ajudar com as contas e continuar perseguindo seu sonho de ser medico cursando seu bacharelado em pre-medicina na faculdade. Ele continuou com a musica, mas comente como hobby cantando na igreja como ministro de louvor. Ele  participava do coral da sua faculdade, o "Worcester State University Chorale", e fazia aulas de canto com um dos professores de canto da escola. Foi nessa experiencia com musica na faculdade que sua paixão passou de ser médico para cantor.

### 2013:The Voice USAeThe Voice Brasil
Em abril de 2013 Sam participou das audições às cegas da quarta temporada do The Voice USA. Ele cantou "Feeling Good", clássico na voz de Nina Simone. Os quatro técnicos, Adam Levine, Blake Shelton, Usher e Shakira, demonstram estar gostando, mas nenhum deles aperta o botão. Shakira, visivelmente arrependida, pediu licença aos colegas para falar em português: “Eu adorei você. Acho que você é um cantor realmente bom.”
Ainda em 2013, no mês de outubro, Sam participou das audições às cegas da versão brasileira do talent show cantando "When I Was Your Man" de Bruno Mars e fez com que todos os quatro técnicos virassem a cadeira. Lulu Santos elogiou a performance: “Para mim, foi muito interessante ver a sua entrega a sua arte. Você não estava fazendo para a plateia nem para a câmera, estava fazendo para você.” Sam escolheu Cláudia Leitte como sua mentora: “Quero cantar com ela”. A música de sua audição foi disponibilizada para download digital na iTunes Store e ficou em primeiro lugar, à frente até da versão original de Bruno Mars. Na segunda fase do programa, Sam batalhou contra Marcela Bueno cantando a música "A Thousand Years" e venceu. A performance dos dois foi elogiada pela autora e interprete original da música, Christina Perri, “Parabéns para vocês dois! Essa foi minha versão favorita ate agora de A Thousand Years! Absolutamente linda!" — disse ela. Na fase do tira-teima, Sam resolveu cantar em português. Ele interpretou a canção "Pais e Filhos" da banda Legião Urbana. Foi salvo pelo público junto com Júlia Tazzi e logo em seguida salvo pela técnica, Cláudia. Na fase seguinte cantou "Mirrors" de Justin Timberlake e foi salvo pelo público, com 59% dos votos. Na semifinal, Sam cantou "Você Existe em Mim", canção de sua mentora Cláudia Leitte. Alves recebeu 20 pontos de sua técnica e mais 84% dos votos do público e se classificou para a final do programa. A final do programa começou com os quatro participantes cantando "Não Quero Dinheiro (Só Quero Amar)" de Tim Maia. Em sua apresentação solo Sam cantou "Hallelujah" de Leonard Cohen. Em seu dueto com sua mentora Cláudia, os dois cantaram "A Camisa e o Botão". Ao final do programa Sam foi anunciado o vencedor da temporada com 43% dos votos populares dentre os mais de 29 milhões de votos.
Performances
| Episódio                      | Canção (Artista)                     | Resultado                 | Notas                                                                           |
| The Voice USA                 | The Voice USA                        | The Voice USA             | The Voice USA                                                                   |
| ----------------------------- | ------------------------------------ | ------------------------- | ------------------------------------------------------------------------------- |
| Audições às cegas, episódio 3 | "Feeling Good" (Nina Simone)         | Nenhum técnico virou      |                                                                                 |
| The Voice Brasil              |                                      |                           |                                                                                 |
| Audições às cegas, episódio 2 | "When I Was Your Man" (Bruno Mars)   | Todos os técnicos viraram | Escolheu Cláudia Leitte como técnica                                            |
| Batalhas, episódio 1          | "A Thousand Years" (Christina Perri) | Venceu a batalha          | Batalhou contra Marcela Bueno (salva por Daniel)                                |
| Tira-teima, episódio 1        | "Pais e Filhos" (Legião Urbana)      | Venceu                    | Disputa contra Bruna Góes e Júlia Tazzi (eliminadas)                            |
| Shows Ao Vivo, episódio 1     | "Mirrors" (Justin Timberlake)        | Salvo pelo público        | Disputa com Gabby Moura (salva por Cláudia), Khrystal e Rully Anne (eliminadas) |
| Semifinal                     | "Você Existe em Mim" (Josh Groban)   | Salvo                     | Disputa com Gabby Moura (eliminada)                                             |
| Final                         | "Não Quero Dinheiro" (Tim Maia)      | Vencedor (43% dos votos)  | Com Lucy Alves, Pedro Lima e Rubens Daniel                                      |
| Final                         | "Hallelujah" (Leonard Cohen)         | Vencedor (43% dos votos)  |                                                                                 |
| Final                         | "A Camisa e o Botão" (Babado Novo)   | Vencedor (43% dos votos)  | Com Cláudia Leitte                                                              |

### 2014: PósThe Voice Brasile álbum de estreia
Após vencer a segunda temporada do The Voice Brasil, como prêmio, Sam recebeu R$500 mil, um carro e um contrato com a gravadora Universal Music Brasil, além de gerenciamento de carreira. Em abril de 2014, o cantor lançou seu primeiro álbum, antes previsto para novembro do mesmo ano. O album estreiou no topo dos charts no iTunes.
Após a participação, participou de alguns programas televisivos cantando as músicas que cantou no talent show. Foi convidado para participar e cantar na festa de réveillon da Avenida Paulista, em São Paulo, aonde estimou-se que estavam presente 2,4 milhões de pessoas. Sam Alves repetiu o dueto que fez com Marcela Bueno no programa. Os dois cantaram "A Thousand Years" para a multidão. Após a virada, eles se juntaram a Dom Paulinho e Lucy Alves, companheiros do reality musical, para cantar o hino nacional. No dia 18 de janeiro de 2014, o cantor fez sua estreia em festivais no Planeta Atlântida. Sam se apresentou no intervalo entre os shows de Lulu Santos e Só Pra Contrariar. Ele cantou as músicas "When I Was Your Man" (Bruno Mars) e "Mirrors" (Justin Timberlake).
Em Maio do mesmo ano ele começou sua primeira turnê pelo Brasil para divulgar seu album e fez seu primeiro show na sua cidade natal de Fortaleza no Ceará.
No dia 17 de julho, lançou o clipe oficial de "Be With Me", uma das faixas do CD lançado em abril. O single chegou a ser tocado em uma radio do Canada, a Sirius XM Hits 1 e algumas radios Brasileiras nos Estados Unidos.
No dia 28 de Outubro de 2014, Sam Alves recebeu o Premio na categoria Experimente do Prêmio Multishow de Música Brasileira.

### 2015: ID
Há menos de um ano após o lançamento do primeiro, Sam disponibilizou no iTunes o segundo álbum de estúdio, intitulado "ID". Foi lançado em 31 de março de 2015 pela Universal Music.[18] O álbum foi produzido por Dalto Max, Gino Martini e William Naraine.
Alcançou o 70º lugar no iTunes Brasil em seu lançamento, mesmo atendendo as expectativas de vendas da gravadora. Duas das faixas do disco entraram na lista da Brasil Hot 100 Airplay e divulgada na Billboard Brasil.

### Vida Pessoal
Em 2017, Sam Alves se assumiu publicamente como homem gay.
Em 2019, Sam Alves está trabalhando como motorista de Uber para se manter nos Estados Unidos.

## Filmografia

### Televisão
| Ano  | Título                     | Papel              | Notas                       |
| ---- | -------------------------- | ------------------ | --------------------------- |
| 2012 | The Voice (Estados Unidos) | Ele mesmo          | 4° temporada / Participante |
| 2013 | Sins of the Preacher       | Breve participação | 14 de setembro de 2013      |
| 2013 | The Voice Brasil           | Ele mesmo          | 2° temporada/ Vencedor      |

## Discografia

### Álbuns de estúdio
| Álbum     | Detalhes                                                                                        | Vendas      |
| --------- | ----------------------------------------------------------------------------------------------- | ----------- |
| Sam Alves | - Lançamento: 1 de abril de 2014 - Formatos: CD, download digital - Gravadora: Universal Music  | - : 100.000 |
| ID        | - Lançamento: 31 de março de 2015 - Formatos: CD, download digital - Gravadora: Universal Music | - 50.000    |

### Singles
| Título                              | Ano  | Melhores posições | Álbum     |
| Título                              | Ano  | BRA               | Álbum     |
| ----------------------------------- | ---- | ----------------- | --------- |
| "Be With Me"                        | 2014 | —                 | Sam Alves |
| "Você Merece Mais (Tú Mereces Más)" | 2014 | 52                | Sam Alves |
| "Nosso Vídeo"                       | 2015 | 54                | ID        |
| "Esse Mistério"                     | 2015 | 67                | ID        |
| "Não Vou Parar"                     | 2016 | –                 | ID        |
| "Vejo Só Você"                      | 2016 | –                 | Single    |

### Participações
- "Pon El Alma En El Juego" - Hit da Copa América do Chile 2015

## Turnês
- 2014: Sam Alves Tour
- 2015: ID Tour

## Prêmios e indicações
| Ano  | Prêmio                                     | Categoria     | Resultado |        |
| ---- | ------------------------------------------ | ------------- | --------- | ------ |
| 2014 | Brazillian International Press Awards 2014 | Melhor cantor | Venceu    | [ 22 ] |
| 2014 | Prêmio Multishow de Música Brasileira 2014 | Experimente   | Venceu    |        |
| 2015 | Shorty Awards (Premiação Internacional)    | Singer        | Indicado  |        |
| 2015 | Troféu Imprensa 2015                       | Revelação     | Venceu    |        |
| 2015 | Adote Um Cara                              | Cantor        | Indicado  |        |
| 2015 | Prêmio Multishow de Música Brasileira      | Melhor Cantor | Indicado  |        |
| 2018 | Troféu Internet                            | Melhor Cantor | Indicado  |        |